# Ясенев (хутор)
Я́сенев — хутор в Красногвардейском районе Белгородской области. Входит в состав Калиновского сельского поселения.

## География
Хутор находится на расстоянии 24 км к юго-востоку от города Бирюча, административного центра района.

### Часовой пояс
Хутор Ясенев, как и вся Белгородская область, находится в часовой зоне МСК (московское время). Смещение применяемого времени относительно UTC составляет +3:00.

## Население
| 2002 | 2010 |
| ---- | ---- |
| 7    | ↘6   |